# Ferromagnetisme
El ferromagnetisme és el fenomen pel qual un material pot exhibir un magnetisme espontani, i és una de les formes més fortes de magnetisme i la primera que va ser coneguda. És el responsable del comportament que observem als estris magnètics que trobem a la nostra vida diària, i és la base de tots els imants permanents, així com la dels metalls que són atrets per aquests.
El ferromagnetisme es defineix com el fenomen pel qual alguns materials, com el ferro, són magnetitzats quan són posats sota l'acció d'un camp magnètic extern i continuen magnetitzats durant un cert temps un cop ja no hi ha la influència del camp.
La permeabilitat magnètica relativa d'un material ferromagnètic és major que la unitat.
Tots els imants permanents són ferromagnètics o ferrimagnètics, en tant que atreuen els metalls.
Històricament s'ha utilitzat el terme ferromagnetisme aplicat a qualsevol material que podia mostrar una magnetització espontània, un moment magnètic net en absència d'un camp magnètic extern. Aquesta definició general encara és utilitzada, però més recentment s'han identificat altres formes de magnetització espontània quan hi ha més d'un ió magnètic per cel·la elemental del material, i això ha portat a una definició més estricta del ferromagnetisme per diferenciar-la de la del ferrimagnetisme.
En particular, un material és ferromagnètic en sentit estricte només si tots els seus ions magnètics fan una contribució positiva a la magnetització neta que presenta el material. Si alguns dels ions resten magnetització (perquè són parcialment antialineats), llavors el material serà ferrimagnètic. Si els ions són totalment antialineats i, per tant, hi ha una magnetització neta igual a zero, malgrat l'ordre magnètic de l'estructura del material, llavors es tractarà d'un material antiferromagnètic. Tots aquest efectes de l'alineació només ocorren per sota de certa temperatura crítica anomenada temperatura de Curie en el cas dels materials ferromagnètics i ferrimagnètics, i temperatura de Néel en el cas dels materials antiferromagnètics.

Ordenació magnètica.

## Descripció
En sotmetre un material ferromagnètic a un camp magnètic intens, els dominis tendeixen a alinear-se amb aquest, de manera que aquells dominis en els quals els dipols estan orientats amb el mateix sentit i direcció que el camp magnètic inductor augmenten la seva grandària. Aquest augment de grandària s'explica per les característiques de les parets de Bloch, que avancen en direcció als dominis la direcció dels quals dels dipols no coincideix; donant lloc a un monodomini. En eliminar el camp, el domini roman durant un cert temps.
En física, s'han distingit diversos tipus diferents de magnetisme material. El ferromagnetisme (juntament amb l'efecte similar ferromagnetisme) és el tipus més fort i és responsable del fenomen comú del magnetisme en imants trobats en la vida quotidiana. Les substàncies responen feblement als camps magnètics amb altres tres tipus de magnetisme-paramagnetisme, diamagnetisme i antiferromagnetisme-però les forces solen ser tan febles que només poden detectar-se mitjançant instruments sensibles en un laboratori. Un exemple quotidià d'imant permanent format a partir d'un material ferromagnètic és un imant de nevera, com els que s'utilitzen per a subjectar paper a la porta d'una nevera. L'atracció entre un imant i un material ferromagnètic com el ferro s'ha descrit com "la qualitat del magnetisme evident per primera vegada per al món antic i per a nosaltres avui dia".
Els imants permanents (materials que poden ser magnetitzats per un camp magnètic extern i romanen magnetitzats després de retirar el camp extern) són ferromagnètics o ferrimagnètics, igual que els materials que són atrets per ells. Relativament pocs materials són ferromagnètics i solen ser formes pures, aliatges o compostos de ferro, cobalt, níquel i certs metalls de terres rares. Més enllà de la seva composició química, les propietats ferromagnètiques d'un material (o l'absència d'elles) es veuen afectades per la seva estructura cristal·lina. El ferromagnetisme és vital en aplicacions industrials i tecnologies modernes, ja que és la base de molts dispositius elèctrics i electromecànics, com electroimants; motors elèctrics; generadors; transformadors; emmagatzematge magnètic, incloent-hi gravadores i discos durs; i assajos no destructius de materials ferrosos.
Els materials ferromagnètics poden dividir-se en materials magnèticament tous com recuita ferro, que poden magnetitzar-se, però no tendeixen a romandre magnetitzats, i materials magnèticament durs, que sí que ho fan. Els imants permanents es fabriquen a partir de materials ferromagnètics durs, com l'alnico, i materials ferrimagnètics, com la ferrita, que se sotmeten a un processament especial en un camp magnètic intens durant la fabricació per a alinear la seva estructura interna de microcristal·lina, la qual cosa dificulta la seva desmagnetització. Per a desmagnetitzar un imant saturat, ha d'aplicar-se un determinat camp magnètic, i aquest llindar depèn de la coercitivitat del material respectiu. Els materials durs tenen una coercitivitat alta, mentre que els tous tenen una coercitivitat baixa. La força global d'un imant es mesura pel seu moment magnètic o, alternativament, pel flux magnètic total que produeix. La força local del magnetisme en un material es mesura per la seva magnetització.

## Història i distinció del ferromagnetisme
Històricament, el terme ferromagnetisme s'utilitzava per a qualsevol material que pogués mostrar una magnetització espontània: un moment magnètic net en absència d'un camp magnètic extern; és a dir, qualsevol material que pogués convertir-se en un imant. Aquesta definició general continua sent d'ús comú.
No obstant això, en un article històric de 1948, Louis Néel va demostrar que existeixen dos nivells d'alineació magnètica que donen lloc a aquest comportament. Un és el ferromagnetisme en sentit estricte, en el qual tots els moments magnètics estan alineats. L'altre és ferromagnetisme, on alguns moments magnètics apunten en la direcció oposada, però tenen una contribució menor, per la qual cosa continua havent-hi una magnetització espontània. :28-29
En el cas especial en què els moments oposats s'equilibren completament, l'alineació es coneix com a antiferromagnetisme. Per tant, els antiferromagnets no tenen magnetització espontània.

## Materials ferromagnètics
Hi ha una sèrie de materials cristal·lins que presenten ferromagnetisme. La taula de la dreta mostra una selecció representativa d'ells, juntament amb les seves temperatures de Curie, la temperatura per sobre del qual deixen d'exhibir la magnetització espontània.
El ferromagnetisme no és una propietat que depèn només de la composició química d'un material, sinó que també depèn de la seva estructura cristal·lina i l'organització microscòpica. L'acer elèctric, per exemple, és un material produït a escala industrial les propietats ferromagnètiques del qual han estat optimitzades per a fer ús d'elles en aplicacions on es requereix l'establiment de camps magnètics de manera eficient. No obstant això, hi ha aliatges ferromagnètics de metall, els components del qual no són ferromagnètics, anomenades aliatges Heusler. Per contra, existeixen aliatges no magnètics, com els tipus d'acer inoxidable, composta gairebé exclusivament de metalls ferromagnètics.
La seva propietat més comuna és la histèresi com a solució al camp magnètic. La histèresi és la tendència d'un material a conservar una de les seves propietats en absència de l'estímul que la va generar. Quan un material ferromagnètic actua en un camp magnètic i finalitza l'aplicació, el material no anul·la per complet el magnetisme, conté cert magnetisme residual.

### Propietats de materials ferromagnètics
- Inducció magnètica alta en utilitzar un camp magnètic
- Concentra línies de camp magnètic fàcilment i acumula la densitat de flux magnètic elevat
- Delimiten i dirigeixen camps magnètics en trajectòries definides
- Ajuda a màquines perquè tinguin una estabilitat de volum raonable i menys costoses.

### Característiques
- Imantar-se ràpidament dels altres materials (permeabilitat relativa)
- Inducció magnètica intrínseca màxima elevada.
- Relació no lineal entre mòduls d'inducció i camp magnètic.
- Variació de flux a causa de l'augment del camp magnètic, inducció magnètica i la permeabilitat com a funcions de camp magnètic no són uniformes
- Imantació mentre se suprimeix el camp magnètic.
- S'oposa a inversions de sentit una vegada imantats.

### Materials inusuals
La majoria dels materials ferromagnètics són metalls, ja que els electrons conductors solen ser els responsables de mediar en les interaccions ferromagnètiques. Per tant, és un repte desenvolupar aïllants ferromagnètics, especialment materials multiferroics, que són alhora ferromagnètics i ferroelèctrics.
Alguns compostos d'actínids són ferromagnètics a temperatura ambient o presenten ferromagnetisme en refredar-se. PuP és un paramagnet amb simetria cúbica a temperatura ambient, però que experimenta una transició estructural a un tetragonal estat amb ordre ferromagnètic quan es refreda per sota del seu TC = 125 K. En el seu estat ferromagnètic, l'eix fàcil del PuP està en la direcció ⟨100⟩.
En NpFe2 l'eix fàcil és ⟨111⟩. Per sobre de TC ≈ 500 K, el NpFe2 també és paramagnético i cúbic. El refredament per sota de la temperatura de Curie produeix una distorsió romboèdrica en la qual l'angle romboèdric canvia de 60° (fase cúbica) a 60,53°. Una descripció alternativa d'aquesta distorsió és considerar la longitud c al llarg de l'eix trigonal únic (una vegada iniciada la distorsió) i a com la distància en el pla perpendicular a c. En la fase cúbica això es redueix a c/a = 1.00. Per sota de la temperatura de Curie
{\displaystyle {\frac {c}{a}}-1=-(120\pm 5)\times 10^{-4},}
que és la deformació més gran en qualsevol compost actínid. El NpNi2 sofreix una distorsió de xarxa similar per sota de TC = 32 K, amb una deformació de (43 ± 5) × 10−4. NpCo2 és un ferrimagnet per sota de 15 K.
En 2009, un equip de físics del MIT va demostrar que un gas de liti refredat a menys d'un kelvin pot mostrar ferromagnetisme. L'equip va refredar fermiònic liti-6 a menys de 150 nK (150 milmilionèsimes de kelvin) utilitzant refredament làser infraroig. Aquesta és la primera vegada que es demostra en un experiment el ferromagnetisme en un gas.
En 2018, un equip de físics de la Universitat de Minnesota va demostrar que el ruteni tetragonal centrat en el cos exhibeix ferromagnetisme a temperatura ambient.

### Ferromagnetisme induït elèctricament
Recerques recents han demostrat que el ferromagnetisme pot induir-se en alguns materials mitjançant corrent elèctric o tensió. El LaMnO3 antiferromagnètic i el SrCoO s'han convertit en ferromagnètics mitjançant un corrent. El juliol de 2020, científics van informar de la inducció de ferromagnetisme en l'abundant material diamagnètic de pirita de ferro ("or dels ximples") mitjançant un voltatge aplicat. En aquests experiments el ferromagnetisme es va limitar a una fina capa superficial.